# Rushton Spencer
Rushton Spencer är en by i civil parish Rushton, i distriktet Staffordshire Moorlands, i grevskapet Staffordshire i England. Byn är belägen 16 km från Hanley. Rushton Spencer var en civil parish 1866–1934 när blev den en del av Rushton. Civil parish hade 375 invånare år 1931.